# Choleva paskoviensis
Choleva paskoviensis är en skalbaggsart som beskrevs av Edmund Reitter 1913. Choleva paskoviensis ingår i släktet Choleva, och familjen mycelbaggar. Arten har ej påträffats i Sverige.